# Jean Anouilh
Jean Marie Lucien Pierre Anouilh (Bordeaux, 23. lipnja 1910. – Lausanne, 3. listopada 1987.) bio je francuski dramaturg i redatelj, jedan od najznačajnijih francuskih dramskih i modernih pisaca 20. stoljeća. U više od pedeset godina pisanja Anoulih je ostavio velik broj dramskih djela koja se žanrovski rasprostiru od komedija, često crnohumornih, preko klasičnih drama u užem smislu, sve do tragedija i modernih reinterpretacija klasičnih kazališnih djela, poput adaptacije Sofoklove Antigone.
Svoja je djela organizirao u nekoliko tematskih ciklusa koji su započeli predratnim ružičastim i crnim djelima, a nastavili se s poslijeratnim blistavim, škripećim, kostimiranim, baroknim, tajnim i farsičnim djelima. Sva djela iz pojedinih ciklusa bila su objedinjena zajedničkom tematsko-filozofskom preokupacijom, a uvijek su prikazivala neobične i posebne pojedince u sukobu s različitim sustavima društvenih i moralnih vrijednosti. U svome je opusu Anouilh najčešće analizirao upravo beskompromisnost posebnih pojedinaca u sustavu relativiziranih moralnih vrijednosti i kompromisa.

## Životopis

### Rane godine i razvoj ljubavi prema kazalištu
Anouilh je rođen 1910. godine u Bordeauxu kao sin krojača Françoisa Anouilha i pijanistice Marie-Magdeleine Soulue. Njegov je otac bio ugledan krojač i Anouilh je cijelog života tvrdio da je upravo od njega naslijedio ponos prema savjesnom umijeću. S druge strane, umjetničku crtu naslijedio je od majke koja je bila profesorica klavira, a tijekom ljeta je bila i pijanistica u malom orkestru u obližnjem Arcachonu. Kako je njegova majka imala pristup zakulisnom dijelu kazališta, mladi Anouilh je često imao priliku upiti taj dio kazališnog iskustva, koji je neupitno utjecao na njegovo umjetničko oblikovanje. Inspiriran tim iskustvom, Anoulih se već s 12 godina okušao u pisanju drama, međutim njegova najranija djela nisu sačuvana.
Obitelj se 1918. godine preselila u Pariz, a nakon završene osnovne škole Anouilh je upisao lycée Chaptal, gdje je tijekom 1923. godine prvi puta jasno prikazao svoju ljubav prema kazalištu. Tu je također upoznao vršnjaka Jean-Louisa Barraulta, koji će kasnije producirati njegova djela na pozornici i biti njegov blizak suradnik. Srednjoškolsko razdoblje bilo je ključno za razvoj njegovih afiniteta, posebice zbog nekoliko značajnih susreta što ih je tada imao. Prvi od njih dogodio se oko 1926. godine, kada je imao priliku pročitati Cocteauov libreto za narativni balet Les Mariés de la tour Eiffel. O tom je susretu kasnije rekao:

Otvorio sam to izdanje, onako bezidejno, rastreseno, preskočio sam romane, kao čovjek od kazališta u naponu snage, već sam prezirao te priče i došao sam do djela čiji me je neobični naslov privukao. (...) Već s prvim replikama, nešto se rastopilo u meni: komad transparentnog i neprobojnog leda koji mi je blokirao put. (...) Jean Cocteau mi je podario raskošan i lakomislen poklon: upravo mi je bio dao poeziju kazališta.

U tom je razdoblju intenzivno čitao Paula Claudela, Luigija Pirandella i Georgea Bernarda Shawa, a tijekom 1928. godine je doživio i svoj drugi značajni susret, onaj s Jeanom Giraudouxom. Njega je upoznao u kazalištu Champs-Élysées preko njegove drame Siegfried, koja je na njega ostavila toliki trag da ju je konačno naučio napamet. Po završetku srednje škole upisao je studij prava na Sorbonnei, međutim odustao je nakon godinu i pol dana zbog nedostatka financijskih sredstava.
U potrazi za poslom, Anouilh je u početku radio u uredu za reklamacije trgovačke kuće Grands Magasins du Louvre, odakle je nakon samo nekoliko tjedana otišao i zaposlio se u izdavačkoj kući Étiennea Damoura. Tijekom dvije godine koliko je tu radio, njegovi kolege su među ostalima bili Jacques Prévert, Georges Neveux, Paul Grimault i Jean Aurenche. U razdoblju od 1929. do 1930. godine bio je glavni tajnik u kazalištu Champs-Élysées, kojeg je tada vodio Louis Jouvet, a na kojemu je mjestu naslijedio Georgesa Neveuxa. U svojstvu glavnog tajnika Anouilh je imao zadatak sastavljati bilješke o zaprimljenim rukopisima i pripremati sobu za sastanke. Njegov odnos sa Jouvetom bio je turbulentan mahom jer je ovaj podcjenjivao Anouilhove književne ambicije. Ni Anouilh, kojega je nazivao le miteux (hr. jadnik), ni njegovo kazalište nisu naišli na Jouvetovo odobravanje; nakon što je Jouvet pročitao tekst Anoilhove drame La Sauvage rekao mu je: Shvati moj maleni, tvoji likovi su ljudi s kojima nitko ne bi želio ručati!.
Njegovi financijski problemi su se nastavili i dalje, a u listopadu 1931. godine pozvan je na odsluženje vojnog roka u Metz, a kasnije i Thionville. Nakon dva mjeseca službe, privremeno je otpušten te se vratio u Pariz. Uselio se u atelje na Montparnasseu, a kasnije i u stan u ulici Vaugirard, kojega je uredio uz pomoć Louisa Jouveta, s kojim se bio privremeno pomirio. Ubrzo se uselio kod glumice Monelle Valentin, koja će tijekom 1944. godine biti prva Antigona. S Valentinovom je 1934. godine dobio kćer Catherine, koja će također postati glumica i za koju će Anouilh 1954. godine napisati svoju dramu Cécile ou l'École des pères. Nikada vjenčani, Anouilh i Valentinova su prekinuli 1952. godine, a sljedeće godine se Anouilh oženio s Nicole Lançon, koja će postati njegova glavna suradnica i s kojom će imati troje djece, kćeri Caroline i Marie-Colombe te sina Nicolasa.

### Predratno razdoblje

#### Rane drame
I dok je Louis Jouvet s jedne strane otvoreno kočio Anouilhove književne ambicije, njegov literarni uzor Jean Giraudoux, s kojim je također bio u doticaju tijekom rada u kazalištu, dao mu je ključnu podršku i motivirao ga da počne pisati. Tako je 1929. godine nastala njegova prva drama Humulus le muet napisana zajedno sa Jeanom Aurencheom, a koju je Anouilh 1932. godine pokušao proslijediti producentima. Ta komedija o mutavcu koji dobije mogućnost da izgovori jednu riječ dnevno pa odluči pripremiti veliku deklaraciju za trideseti dan govora nije dobro prihvaćena tako da je Anouilh dobio odbijenicu. Međutim, to ga nije demotiviralo te je nedugo nakon ovog događaja predložio Pierreu Fresnayju izvedbu drame L'Hermine napisane 1931. godine, što je ovaj objeručke prihvatio. Premijera je održana 26. travnja 1932. godine u pariškom Théâtre de l'Œuvre, a predstava je doživjela čak 90 izvedbi i postala Anouilhov prvi veći uspjeh. Kasnija filmska adaptacija drame donijet će Anouilhu prihod od 17 000 franaka, pomoću kojih je omogućio svojim roditeljima preseljenje u predgrađe njihovih snova.
Ipak, val uspjeha nije se nastavio. Njegove sljedeće dvije drame Mandarine (premijerno izvedena 1933.) i Y'avait un prisonnier (premijerno izvedena 1935.) bile su neuspješne, međutim prodaja prava na filmsku adaptaciju potonje produkcijskoj kući Metro Goldwyn Mayer omogućila mu je da komotno živi godinu dana u Bretanji s glumicom Monelle Valentin i svojom kćerkom. U tom je razdoblju preradio dramu La Sauvage i napisao Le Voyageur sans bagage.
Tijekom 1935. godine se upoznao i s Rogerom Vitracom s kojim će razviti prisno prijateljstvo te kojemu će 1962. godine posvetiti dramu Victor ou les Enfants au pouvoir.

#### Početni uspjesi –Voyageur sans bagage,LéocadiaiRendez-vous de Senlis
Tijekom 1936., Anoulih je Jouvetu želio povjeriti produkciju svoje drame Le Voyageur sans bagage, međutim ovaj ga je patronizirajući odbio. Bijesan jer je ubrzo otkrio da Jouvet preferira producirati dramu Le Château de cartes Stevea Passeura, Anouilh je istoga dana odnio svoj rukopis Georgesu Pitoëffu, ravnatelju kazališta Mathurins. Povodom tog događaja, Anouilh je napisao:

Jedne večeri sam odnio svoj komad u Mathurins kod Pitoëffa, čije predstave dotad nikada nisam gledao. Sljedećeg jutra sam dobio poruku da se želi vidjeti sa mnom. Dočekao me nasmijan u malenom uskom uredu na samom vrhu kazališta (tamo više nisam ulazio bez lupanja u prsima - tu sam bio kršten) i samo mi je rekao da će odmah uprizoriti moj komad. Nakon toga mi je rekao da sjednem i počeo mi pričati o njemu... Bio sam mlad, podsmjehivao sam se (u sebi), misleći da imam dobre temelje za poznavanje vlastitog komada. Bio sam u krivu. Ja sam bio zadovoljan s činjenicom da sam ga napisao, ali s njim sam ga otkrio... (...) Taj sirotan mi je upravo bio dao kraljevski poklon: upravo mi je dao kazalište...

Premijerno izveden 16. veljače 1937. godine u produkciji Georgesa Pitoëffa, Le Voyageur sans bagage je bio prvi veliku uspjeh za Anouilha, doživjevši ukupno 190 izvedbi. Glavne uloge u predstavi igrali su Georges i Ludmilla Pitoëff, dok je glazbu komponirao Darius Milhaud u vidu Suite za violinu, klarinet i klavir (op. 157b). Anouilh će zbog svega do kraja svog života imati snažne simpatije prema bračnom paru Pitoëff, posebice Georgesu, kojega je opisao kao neobičnog Armenca s kojim se cijeli Pariz sprdao, a o kojemu je Jouvet rekao: Volim samo Armenca koji je mrtav.
Tijekom 1938. godine, Anouilh je doživio dva nova uspjeha među kritikom i publikom, a radilo se o dva starija djela reizvedena nakon uspjeha prethodne drame: La Sauvage (koja je 11. siječnja ponovo izvedena u Mathurinsu, a producirao ju je Georges Pitoëff uz glazbu Dariusa Milhauda) i Le Bal des voleurs (ponovo izvedena 17. rujna u Théâtre Hébertot). Potonja izvedba označila je početak Anouilhove suradnje s Andréom Barsacqom, voditeljem skupine La Compagnie des Quatre Saisons, koji će biti glavni Anouilhov suradnik tijekom više od petnaest godina. Kritika je izrazito dobro dočekala ove dvije reizvedbe, a Anouilh je konačno priznat kao ugledni dramaturg, s tim da je La Sauvage izazvala snažne ideološke podjele, mahom zbog religiozne tematike samog djela. Colette je povodom ovoga napisala:

Naglasak koji je prepoznatljiv od njegovih prvih replika, kapacitet za veličinu, ta lakoća, sve se to razvija kod Anouilha, koji tako nadilazi dramatičare svoje generacije, taj šarm svježe intelektualne materije, sve je to dovoljno da oduzmemo, izbrišemo sve ono za što smo vjerovali da možemo nazvati slabošću.

Tijekom iste godine, Anouilh je sudjelovao u pokretanju časopisa La Nouvelle Saison zajedno s Jean-Louisom Barraultom, Renéom Barjavelom i Claudeom Schnerbom. Časopis je prvi objavio njegovu dramu Humulus le muet (koja od praizvedbe 1932. nikada nije izdana), uz ilustracije Raymonda Peyneta, kao i novelu Histoire de M. Mauvette et de la fin du monde. Također, te je godine iza kulisa, kod Pitoëffa upoznao Roberta Brasillacha za kojeg će se zauzeti kasnije, tijekom 1945. godine; o tom je susretu 1955. godine napisao:

Evo vam mladog čovjeka koji vas voli, koji voli kazalište, rekao mi je Georges, morate ga upoznati. Veliki, zbunjeni pogled iza velikih naočala i jedan dječački osmijeh. Nema nikakvog posebnog šoka izazvanog simpatijom. Javlja se moj stari kompleks pred intelektualcima, koji kod mene izaziva prijezir. Prijezir kojeg sam razvijam prema njima, nepravedno. Normalist je blago revoltiran i ostavlja dojam, istovremeno, na maturanta bez diplome i znanja latinskog, poput mene. Moje neizlječivo nepovjerenje prema ljudima s generalnim idejama. Rekao mi je da bi želio objaviti neku moju dramu u svom časopisu. Obećao sam mu to.

U travnju 1940. godine, Anouil je ponovo dobio poziv za vojsku ovoga puta u Auxerreu, gdje je bio tajnik jednog zapovjednika. U lipnju je uhićen, ali je ubrzo pušten zahvaljujući izostanku biljega na njegovoj vojnoj knjižici, zbog čega se vjerovalo da je pogrešno uhićen kao civil. Nakon puštanja na slobodu, vratio se obitelji u Pariz.
U listopadu iste godine André Barsacq je ponovo izveo njegovu dramu Le Bal des voleurs u Théâtre de l'Atelier, gdje je naslijedio Charlesa Dullina na mjestu ravnatelja. U kratkom razdoblju od nekoliko mjeseci Anouilh je ponovo doživio novi uspjeh. Prvi uspjeh donijela mu je Léocadia, koju je u Théâtre de la Michodière uprizorio Pierre Fresnay, koji je postao Anouilhov pobornik nakon uspjeha drame Voyageur sans bagage. Premijera je održana 30. studenoga 1940. godine s Fresnayjem i Yvonne Printemps u glavnim ulogama, uz glazbu Francisa Poulenca (op. 106) i dekor Andréa Barsacqa. Brasillach je tada nazvao Anouilha i podsjetio ga na njegovo obećanje nakon čega je Léocadia objavljena u časopisu Je suis partout podijeljena tako da je izlazila kroz pet izdanja. Drugi uspjeh donijela mu je drama Le Rendez-vous de Senlis, koju je 30. siječnja 1941. godine u L'Atelieru uprizorio Barsacq. Svaka od ovih drama imala je oko 170 izvedbi.

### Antigonei okupacija
Treći Reich je u lipnju 1940. godine okupirao Francusku, što će biti događaj koji će uvelike utjecati na Anouilha, kako na privatnom, tako i na stvaralačkom planu. Već u ljeto 1941. godine, Anouilh s obitelji bježi u mjesto Salies-de-Béarn, gdje će ostati do veljače 1942. godine. Anouilh i supruga su tijekom ovog razdoblja nastojali zaštititi Milu Barsacq, suprugu Andréa Barsacqa, koja je bila Židovka ruskog porijekla. Po svom povratku u Pariz Anouilh će s obitelji nekoliko mjeseci živjeti u njezinom stanu. Dok je boravio u Salies-de-Béarnu, Anouilh je započeo rad na svom novom uratku drami Eurydice, koja će označiti prekretnicu u njegovoj spisateljskoj karijeri. Eurydice je ne samo bila prva od njegovih modernih obrada grčkih klasika i najava njegovih najvažnijih crnih komada, već je predstavljala i tematski preokret, odnosno početak preokupacije egzistencijalnim i moralnim temama čovjeka u modernom svijetu, čime se značajno približio svojim utjecajnim suvremenicima, Albertu Camusu i Jean-Paulu Sartreu.
Eurydice je premijerno izvedena 18. prosinca 1941. godine u pariškom Théâtre de l'Atelier u produkciji Andréa Barsacqa i to u jeku njemačke okupacije. Naslovnu ulogu tumačila je Anouilhova partnerica Monelle Valentin. Smještena tijekom 30-ih godina, Eurydice je izrazito ironična obrada klasičnog mita o Orfeju i Euridiki koja se odvija unutar dinamike putujuće glumačke družine. Iako Eurydice ne sadrži nikakve izravne političke konotacije, nemoguće ju je u takvom kontekstu izdvojiti od Anouilhove sljedeće drame, koja će s vremenom postati njegov najupečatljiviji komad i u velikoj mjeri obilježiti njegov cjelokupni spisateljski rad. Radilo se o još jednoj modernoj reinterpretaciji grčkog klasika, ovoga puta Sofoklove Antigone, koja će zbog okolnosti pod kojima je premijerno izvedena i samog spisateljskog umijeća steći kultni status. Antigone je premijerno izvedena u veljači 1944. godine usred okupiranog Pariza u Barsacqovoj produkciji i s Valentinovom u glavnoj ulozi, što je bilo posebno značajno zato što se drama smatrala otvorenim napadom na diktatorske režime. Međutim, produkcija je uspješno izbjegla sve stroge cenzorske zahtjeve nacističkih vlasti, pri čemu je Anouilh pokazao izrazito umijeće oblikovanja svog teksta, koji ne sadrži nikakvu izravnu referencu na tadašnja politička zbivanja, međutim koji se simbolički interpretira upravo kroz tu prizmu. Iako je Antigoni nemoguće oduzeti političku konotaciju, ostaje pitanje koliko je Anouilh uopće imao ideju o globalnoj slici tadašnje političke situacije. Naime, on se praktički do samoga kraja rata nikada nije javno izjasnio niti za okupaciju, niti za pokret otpora, a izgledno je kako on do pisanja Antigone zapravo nije uopće imao pojma o tome što je pokret otpora doista predstavljao. Međutim, cijela serija elemenata u drami navodi na zaključak kako je Anouilh istom izrazio podršku upravo pokretu otpora nasuprot opravdavanju okupacije, što je i on sam kasnije potvrdio u autobiografiji La vicomtesse d'Eristal n'a pas reçu son balai mécanique:

Antigone, koju sam počeo pisati na dan groznih crvenih postera, nije bila izvedena do 1944. godine. (...) Mnogo pronicljiviji, jedan njemački pisac (...) upozorio je, kako mi je rečeno, Berlin, rekavši da se u Parizu izvodi drama koja bi mogla djelovati demoralizirajuće na tamošnje vojnike.

U korist ove teze ide u tekst s četvrtog izdanja drame Œdipe ou le Roi boiteux, napisane 1978., a objavljene 1986., koji navodi:

Sofoklova Antigona, pročitana i iščitana, i koju sam oduvijek znao napamet, bila je iznenadni šok za mene tijekom rata, na dan malenih crvenih postera. Ja sam ju ponovo napisao na svoj način, u svjetlu tragedije koju smo sami proživljavali.

Iako je u tom razdoblju njegov stav još uvijek bio nejasan (ili barem nejasno formiran), Anouilh je već u pismu od 14. rujna 1942., adresiranom Barsacqu, napisao:

Ako ima još vremena prije predaje Antigone, ponovo pročitajte tekst imajući cenzuru na umu i ako uočite opasne fraze (posteri, monolog kora s kraja drame), pošaljite mi ih. Bit će bolje ako nitko ne petlja po tome na rukopisu kojeg ćemo poslati.

Međutim, unatoč svim jasnim indikatorima, neki su kritičari u drami željeli vidjeti opravdavanje okupacije. Nakon oslobođenja, Anoilhu su se zamjerale tri glavne stvari: njegovo prijateljstvo s Pierreom Fresnayjom, tekstovi objavljeni u kolaboracionističkim časopisima i njegovo aktivno zalaganje za pomilovanje Roberta Brasillacha. Među njegovim glavnim protivnicima bili su pisac Armand Salacrou te časopis Les Lettres françaises, koji je Antigonu opisao kao odvratan komad, djelo Waffen SS-a. Anouilh će dugo godina biti obilježen ovim optužbama, koje će smatrati izrazito nepravednima. S druge strane, kritičari skloni antokolaboracionističkoj interpretaciji, u potpunosti prihvaćenoj danas, vidjeli su u Antigoni inspiriranoj grčkom tragedijom koju u drami nadilazi metaforu za pokret otpora, koji se suprotstavlja Kreontovim (Pétain) nepravednim zakonima. Ako je ova interpretacija točna, Anouilh po svemu sudeći nije bio otvoreni pobornik ni jedne, ni druge strane.
Dvije premijere što ih je Antigone imala, ona u veljači 1944. godine prije oslobođenja Pariza te ona naknadna iz rujna iste godine, bile su enorman uspjeh, a predstava je u nešto manje od godine dana izvedena čak 226 puta.
Po krahu njemačke okupacije, Anouilh je bio oštar protivnik legalnog progona, procesa denacifikacije i purifikacije koji je zahvatio oslobođenu Francusku. Tijekom 1945. godine je aktivno sudjelovao u skupljanju potpisa za pomilovanje Roberta Brasillacha zajedno s brojnim drugim uglednim piscima poput Alberta Camusa, Françoisa Mauriaca, Paula Valéryja i Colette. Ovaj postupak nije u konačnici urodio plodom (Brasillach je pogubljen u veljači 1945. godine), što je ostavilo značajan trag na Anouilhu:

Taj beskorisni potpis (mogli smo biti takve sreće da ga položimo na podnožje Budine statue u muzeju Guimet) sadržavao je, vjerujem da se dobro sjećam, pedeset i jedan potpis slavnih osoba. Počašćen sam što sam ih uspio skupiti sedam, iz nekih dvavaestak posjeta. Bio bih, uvjeravali su me, prilično dobar zagovornik milosti — osobine koju je teško prenijeti svima, kao što još uvijek vidimo i danas, ljudima koji su žrtve indiferentnosti i straha, tih dvaju bolesti građanskih ratova. Međutim, vratio sam se star — prestar da bih više imao želju govoriti zbog koga i zašto.

Anouilh je tijekom rata dobrovoljno živio i radio u okupiranom Parizu, međutim tijekom cijeloga je života bio uglavnom apolitičan i odbijao se baviti aktualnim političkim pitanjima. Iako su njegovi javni sukobi s de Gaulleom izazvali određenu kontroverzu, on nikada nije javno zauzeo nijednu stranu, ni tijekom rata (kada se nije jasno odredio ni za idealizam pokreta otpora, ni za pragmatizam kolaboracionista), ali ni kasnije. U pismu belgijskom kritičaru Hubertu Gignouxu iz 1946. godine napisao je jednu os svojih najslavnijih izjava: Ja nemam biografiju i sretan sam zbog toga. Ostatak mog života, dok Bog to bude želio, ostat će moja osobna stvar i ja ću detalje o njemu zadržati za sebe. Na koncu, ključni detalji o njegovim političkim stavovima, kao što je to ranije i rečeno, mogu se iščitati kroz njegove drame te priče i tekstove povezane uz njih, kao što je navedeno više u tekstu.

### Plodno stvaralaštvo
Nakon Drugog svjetskog rata, Anouilh je uživao u razdoblju izrazito plodnog stvaralaštva i velike popularnosti postavši jedan od najznačajnijih dramskih pisaca svoje generacije. U početnom je razdoblju još uvijek bio nošen uspjehom Antigone, čije je ranije povjeravanje mladom Rolandu Laudenbachu neizravno dovelo do osnivanja izdavačke kuće Éditions de la Table ronde (koja će kasnije izdavati mnoga Anouilhova djela), a koja je 1946. godine premijerno izvedena u New Yorku s Katharine Cornell u glavnoj ulozi. Londonska premijera uslijedila je 1949. godine s Vivien Leigh u ulozi Antigone i Laurenceom Olivierom u ulozi kora. Njegova sljedeća drama Roméo et Jeannette, adaptacija Shakespeareove tragedije Romeo i Julija, premijerno je izvedena 1946. godine u L'Athelieru u Barsacqovoj produkciji. Bilo je to prvo Anouilhov djelo u kojemu je glumio Michel Bouquet, koji će kasnije postati autorov omiljeni glumac, ali i Suzanne Flon, također česta autorova suradnica na sceni. Međutim, unatoč uspjehu predstave i čak 123 izvedbe, Anouilh je ovo djelo opisao kao neuspjeh. Godine 1947., Anouilh se preselio u švicarsko mjesto Chesières nedaleko od Villars-sur-Ollona. Tamo je započeo na prerađivanju svojih ružičastih komada, dok je istovremeno napisao svoj prvi blistavi komad L'Invitation au château. Dramu je iste godine uprizorio Barsacq dok je scensku glazbu napisao Francis Poulenc (op. 138). Drama je na programu ostala više od godinu dana, a jednoglasno je prihvaćena i od strane publike i od strane kritike. Višestruko je reprizirana, a repriza iz 1953. je posebno značajna jer se radilo o scenskom debiju tada mlade Brigitte Bardot, koja će postati jedna od ikona francuske kinematografije.
Anouilhova karijera nastavila je cvjetati, a tijekom narednih tridesetak godina će ga pratiti izniman uspjeh. Primjerice, u rujnu 1948. godine Théâtre de la Cité internationale je uprizorio njegovu prvu dramu Humulus le muet, koja dotad nikada nije bila izvedena. Iste godine upoznao je i Jean-Denisa Malclèsa, koji će biti njegov dekorater gotovo do samog kraja Anouilhove karijere, a sve povodom premijera njegovog škripećeg komada Ardèle ou la Marguerite i farsične jednočinke Épisode de la vie d'un auteur u Comédie des Champs-Élysées. Obje predstave uprizorio je Roland Piétri. Ove dvije predstave označile su i Anouilhov postupni razlaz s Barsacqovim L'Atelierom koji se sve više okretao avangardnom kazalištu, iako će Colombe (1951.) i Médée (1953.) dobiti svoje premijere upravo u tom kazalištu.
Anouilh je tijekom 1948. godine doživio još jedan važan susret onaj s glumicom Nicole Lançon, koju je upoznao u glumačkoj školi Renéa Simona. Mlada glumica ubrzo će postati njegova nova partnerica, s kojom će u lipnju 1950. godine dobiti kćerku Caroline koja će biti prvo od njihovo troje djece. Anouilh je 1952. godine formalno prekinuo s Valentinovom kada se i uselio kod Lançonove u kuću u Montfort-l'Amauryju. U kolovozu 1952. rodio im se sin Nicolas. Anouilh i Nicole Lançon su se službeno vjenčali 30. srpnja 1953. godine u Engleskoj, a obitelj se 1954. godine preselila u Pariz u stan u ulici Furstenberg. Dvije godine kasnije, Nicole je rodila i treće dijete kći Marie-Colombe. U međuvremenu, točnije krajem 1953. godine, njegova prva kći Caroline udala se za pomoćnog redatelja Alaina Teslera, koji je radio na filmovima zajedno s njezinom majkom i Anouilhovom dugogodišnjom partnericom Monelle Valentin. S Valentinovom je ostao u dobrim odnosima, tako da je 1951. godine režirao film Deux sous de violettes, za kojega je scenarij napisala upravo ona.
Prva polovica pedesetih godina donijela mu je neviđen uspjeh od jedne nove produkcije svake godine, što je započelo 1950. godine s dramom La Répétition ou l'Amour puni, a zaključeno je s Ornifle ou le Courant d'air iz 1955. godine. Nekoliko značajnih drama nastalo je u ovom razdoblju, među kojima su La Valse des toréadors iz 1952. (čija će hvaljena brodvejska produkcija iz 1957. godine Anouilhu donijetu prvu nominaciju Tonyja), Médée iz 1953. (napisana još 1946., a koja je, kao što je rečeno, bila njegova posljednja suradnja s Barsacqom) te L'Alouette, također iz 1953. godine. Potonja drama bila je prva iz serije kostimiranih komada, a postat će jedan od Anouilhovih najpopularnijih djela; brodvejska produkcija iz 1956. godine bit će izrazito hvaljena i nominirana u nekoliko kategorija za nagradu Tony, premda ne i u kategoriji za najbolju dramu. Svakako, sve drame iz ovog razdoblja, koji je ujedno označio i početak autorove redateljske karijere, bile su iznimno uspješne i dočekane su uglavnom s određenom dozom entuzijazma bez ikakvih negativnih kritika.

### KontroverzniBitosi trijumfalniBecket
Anouilhov sljedeći komad, Pauvre Bitos ou le Dîner de têtes, bit će jedan od njegovih kontroverznijih. Premijerno izveden 11. listopada 1956. godine u kazalištu Montparnasse, u režiji Anouilha i Rolanda Piétrija te s Michelom Bouquetom, Pierreom Mondyjem i Brunom Cremerom u glavnim ulogama, Bitos je metateatarska drama u kojoj se likovi, prijatelji i poznanici, okupe na večeri tijekom koje svatko od njih glumi jednu ličnost iz Francuske revolucije. Naslovni lik, Bitos, koji u predstavi tumači Robespierrea, bivši je razredni kolega ostalih sudionika večere, pučanin iz izrazito siromašne obitelji, ali koji je svojim radom uvijek bio najbolji među jednakima te je kasnije postao tužitelj zadužen za progon (presumiranih) kolaboracionista nakon rata. Ostali sudionici večere su iskoristili revolucionarne uloge kako bi se na osobnom nivou obračunali s Bitosom, međutim neupitno je kako je drama sadržavala i snažan autorov komentar na neke od najvažnijih događaja u francuskoj historiji; osim metateatarske rekreacije historijskih događaja u suvremenom razdoblju, drama donosi i jedan čin koji je smješten tijekom revolucionarnih događanja, a u kojem likovi iz stvarnog vremena također igraju svoje korespondirajuće historijske uloge.
S Bitosom je Anouilh, kao i ranije s Antigone, demonstrirao izrazito spisateljsko umijeće, uspjevši poslati snažnu (i aktualnu) političku poruku kroz simboličku prizmu potpuno drugačijih okolnosti. Tako ovdje koristi Jakobinski teror kao osnovu za snažnu kritiku poslijeratnih čistki u Francuskoj, ali i onih okolnosti koje su dovele do povećanog nasilja u Alžiru. Na određen se način Anouilh obračunao i raščistio sa svim onima koji su ga desetak godina ranije optužili da je bio kolaboracionist. Međutim, osim simbolike na autorovom osobnom nivou, Bitos je nosio i snažnu generalnu kritiku, onu svih sistema i režima koji su zlouporabljivali svoju vlast (posebice nasilno), neovisno o tome kakvi su oni bili; upravo su zbog toga suvremeni kritičari mnogo skloniji ovoj drami nego njezini suvremenici, uvidjevši generalnu ideju koju ona iznosi.
Kao što je bilo i za očekivati, jer Anouilh je u drami otvoreno ogolio i napao jedan od temeljnih događaja u nastanku moderne francuske države, kritičari su bili izrazito oštri prema predstavi, što je bila prva Anouilhova negativna kritika nakon nekoliko desetljeća. Premijera je dočekana vrlo sramežljivo (nijema reakcija publike, tek pokoji pljesak na kraju i oštar sukob po izlasku), međutim predstava je bila izrazito popularna među publikom i doživjela je čak 308 izvedbi. Kritičari su dan nakon premijere gotovo pokopali Anouilha, vidjevši u Bitosu jednosmjernu kritiku pokreta otpora, međutim bilo je i onih (mahom među ekstremnom desnicom, ali ne isključivo) koji su analitički pristupili drami, navodeći njezine pozitivne i negativne strane. Danas se Bitos, unatoč lošem inicijalnom prijemu, smatra jednim od Anouilhovih remek-djela.
Godina 1959. bila je sljedeća važna godina u Anouilhovoj karijeri. Te je godine dobio Prix Dominique za najbolju kazališnu režiju, a uz to su mu producirane čak tri drame. Prva od njih bila je L'Hurluberlu ou le Réactionnaire amoureux, kod koje se Anouilh, po svom običaju, nekoliko puta premišljao oko glavnog glumca, prije nego je ulogu konačno Paulu Meurisseu. Druga drama bila je La Petite Molière, koju je u studenom 1959. godine Jean-Louis Barrault uprizorio u kazalištu Odéon–Théâtre de l'Europe, dok je treća bila te godine napisana drama Becket ou l'Honneur de Dieu. Sve tri drame bile su dobro prihvaćene i od strane kritike i od strane publike.
Ipak, posebnu pažnju treba posvetiti Becketu, s obzirom da je ta drama bila novi veliki uspjeh za Anouilha. Dramu su zajednički režirali Anouilh i Roland Piétri, uz dekoraciju Jean-Denisa Malclèsa, a premijera je održana 2. listopada 1959. godine u Montparnesseu. U naslovnoj ulozi nadbiskupa Thomasa Becketa pojavio se Bruno Cremer, dok je engleskog kralja Henryja II. tumačio Daniel Ivernel. Predstava je na repretoaru ostala gotovo dvije godine, a reprizne izvedbe i međunarodne adaptacije uslijedile su vrlo brzo. Brodvejska verzija premijerno je izvedena već u listopadu 1960. godine s Laurenceom Olivierom u ulozi Becketa i Anthonyjem Quinnom u ulozi Henryja II.; predstava je bila izniman uspjeh te je nominirana za pet Tonyja, od kojih je dobila četiri, među kojima je bila i nagrada za najbolju predstavu za Anouilha. Londonska premijera uslijedila je 1961. godine s Ericom Porterom (Becket) i Christopherom Plummeromm (Henry II.) u glavnim ulogama; predstava je dobila izrazito pozitivne kritike te nekoliko domaćih kazališnih nagrada. Drama je bila toliko popularna da je i ubrzo, već 1964. godine, dobila i filmsku adaptaciju s Richardom Burtonom (Becket) i Peterom O'Tooleom (Henry II.) u glavnim ulogama; zanimljivo je kako je O'Toole, koji se nekoliko godina ranije sastao s Anouilhem u Parizu, trebao tumačiti kralja Henryja II. i u londonskoj kazališnoj verziji, ali je napustio produkciju tijekom proba pa je njegovo mjesto preuzeo Plummer. Film je bio izrazito uspješan, a nominiran je čak za dvanaest Oscara, osvojivši onog u kategoriji najboljeg adaptiranog scenarija. S obzirom na kritičke reakcije i uspjeh kojega je polučio, Becket je ubrzo postao jedno od Anouilhovih najznačajnijih i najtrajnijih djela.

### Kazališni režiser
Nošen uspjehom Becketa, Anouilh je zajedno s Rolandom Piétrijem 5. listopada 1961. godine premijerno uprizorio svoju komediju La Grotte, napisanu iste godine kada i Becket. Međutim, La Grotte se pokazala velikim neuspjehom, njegovim prvim nakon mnogo godina (Bitos je, naime, bio komercijalno uspješan, dok su negativne kritike bile posljedica kontroverznosti same predstave), te je unatoč boravku na repertoaru od četiri mjeseca dobila izrazito negativne kritike. S druge strane, Anouilh je upravo 1961. godine po prvi puta nominiran za Nobelovu nagradu, međutim ista je te godine uručena Ivi Andriću. Anouilh će biti uzastopno nominiran svake godine do 1966. godine, ali nagradu nikada nije dobio. Najbliže nagradi bio je 1962. godine, kada je istu dobio John Steinbeck. Anouilh je te godine bio u najužem izboru za nagradu te se ne zna zašto je njegov doprinos previđen, ali se pretpostavlja da je u konačnici odbijen jer je njegov sunarodnjak Saint-John Perse dobio nagradu samo dvije godine ranije pa komitet nije želio ponovo dati nagradu Francuzu.
Ipak, neuspjeh njegove drame označio je početak novog razdoblja u Anouilhovoj karijeri, naime onog tijekom kojeg se posvetio kazališnoj režiji. U siljedećih desetak godina, Anouilh će pisati vrlo malo, međutim od 1962. (kada su izvedene njegove ranije napisane drame La Foire d'empoigne i L'Orchestre) pa do 1968. (kada je uprizorena Le Boulanger, la Boulangère et le Petit Mitron) nijedna njegova nova drama nije producirana u kazalištu. Anouilh se osim režijom intenzivno bavio i prijevodima te adaptacijama stranih komada. Tako je 1960. godine režirao izvedbu Molièreovog Tartuffea, kojoj je pridodao svoj ranije napisani impromptu Le Songe du critique. Dvije godine kasnije njegova supruga Nicole i on režirali su izvedbu Greeneove komedije The Complaisant Lover, dok je kasnije iste godine u Théâtre de l'Ambigu-Comique on sam producirao reprizu nadrealističke drame Victor ou les Enfants au pouvoir Rogera Vitraca, koju je premijerno producirao Antonin Artaud tijekom 1929. godine. Anouilhova repriza bila je izrazito uspješna i donijela je samoj drami ugled kojega ona ranije nije uživala. Tijekom 1963., Anouilh je u Champs-Élyséesu producirao repriznu izvedbu drame L'Acheteuse Stevea Passeura, dok je naredne godine u Montparnasseu producirao Shakespeareovog Richarda III. Istovremeno dok je on intenzivno režirao, Bitos se počeo pojavljivati po stranim kazalištima, ali s različitim uspjehom. Dok je u Engleskoj doživio priličan uspjeh, u Sjedinjenim Američkim Državama je skinut s programa nakon samo 17 izvedbi.
Anouilh se tijekom 1965. godine ponovo angažirao u obranu kolege pisca, ovoga puta Jacquesa Laurenta, koji je optužen za delikt protiv državnog poglavara nakon što je godinu dana ranije objavio pamflet Mauriac sous de Gaulle, u kojemu je oštro napao Charlesa de Gaullea. Zajedno s još dvadesetak pisaca, među kojima su bili Jules Roy, Emmanuel Berl, Jean-François Revel i Marcel Aymé, Anouilh je potpisao javnu peticiju protiv Laurentova procesa. Nakon što je njegova produkcija drame Das Käthchen von Heilbronn oder Die Feuerprobe Heinricha von Kleista iz 1966. bila neuspjeh, Anouilh je odustao od režije tuđih komada te se postupno vraćao pisanju, dok je kao redatelj nastupao samo u vlastitim komadima.
Iako primarno i predominantno dramski pisac, Anouilh je tijekom 1967. godine napisao 47 basni u La Fontaineovoj maniri, dio kojih je Théâtre de la Gaîté-Montparnasse izveo u obliku lutkarskih predstava, a koje su sabrane pod naslovom Chansons Bêtes. U ovom se razdoblju razdvojio od Nicole.

### Povratak kazalištu i dvanaest uspješnih godina
Premijerom drame Le Boulanger, la Boulangère et le Petit Mitron u Champs-Élyséesu 13. studenoga 1968. godine Anouilh se vratio produkciji vlastitih drama nakon nekoliko godina pauze. Predstava je producirana uz pomoć svih suradnika s kojima je Anouilh ranije imao uspjeh, a to su bili Roland Piétri (kao redatelj), Jean-Denis Malclès (kao dekorater i kostimograf) i Michel Bouquet (u glavnoj ulozi, koja će, doduše, biti njegova posljednja suradnja s Anouilhom). Kao što je bio slučaj i s mnogim ranijim produkcijama, kritika je bila podijeljena, ali je publika izrazito pozitivno prihvatila predstavu.
Nakon razvoda s Nicole, Anouilh je započeo vezu s mladom Švicarkom Ursulom Wetzel koja mu je 1969. godine rodila i peto dijete kći Anouk.
Uslijedile su još dvije uspješne produkcije, ona drame Cher Antoine ou l'Amour raté (1969.), u kojoj glume Jacques François i Hubert Deschamps, te drame Les Poissons rouges ou Mon père ce héros (1970.), u kojoj glume Jean-Pierre Marielle i Michel Galabru. U razdoblju od dvije godine Anouilh je dobio nagradu dramskih kritičara za najbolji francuski komad (Les Poissons rouges), Prix mondial Cino Del Duca za slanje poruke modernog humanizma te Prix du Brigadier, koju mu je za tri tada aktualne produkcije uručila Udruga kazališnih redatelja. Također tijekom 1971. godine, Anouilh je došao na repretoar slavne Comédie-Française, gdje je na inicijativu Pierrea Duxa postavljen Becket s Robertom Hirschom i Georgesom Descrièresom u glavnim ulogama. U ovom je razdoblju Anouilh, unatoč brojnim molbama i pozivima, odbio postati članom Académie française.
Uslijedio je novi uspjeh s dramom Ne réveillez pas Madame iz 1971. godine, koja će tijekom nešto manje od dvije godine boravka na repretoaru Champs-Élyséesa biti izvedena oko 600 puta, a nakon nje i s dramom Le Directeur de l'Opéra iz 1972., u kojoj je glavnu ulogu tumačio Paul Meurisse. U međuvremenu su se u kazalištima Antoine, Mathurins i Champs-Élysées izvodile premijere i reprize njegovih predstava. Tijekom 1974. godine je podržao izvedbu prve (i jedine) drame svoga zeta, Francka Hamona de Kirlavosa, supruga njegove kćeri Caroline. Iako su njegove veze s njima propale, Anouilh je ostao u dobrim odnosima i s Monelle Valentin (o čijem će se zdravlju brinuti do njezine smrti 1979.) i s Nicole Lançon, kojoj je povjerio realizaciju svojih drama Monsieur Barnett i Vive Henri IV ! ou la Galigaï. S kraja 70-ih i početka 80-ih, ostala su zabilježena još tri uspjeha, s dramama Chers zoiseaux, Le Scénario i Le Nombril. 
Tijekom 1980. godine je postao prvi, inauguracijski dobitnik Velike nagrade za kazalište Francuske akademije te velike nagrade Društva dramskih pisaca i kompozitora 1981. godine.

### Posljednje godine i smrt
Anouilhove posljednje godine bile su obilježene ozbiljnim zdravstvenim problemima. Prvo je 1980. godine obolio od virusne infekcije koja mu je uništila štitnjaču, da bi tri godine kasnije dobio srčani udar. Oslabljena zdravlja, trajno se povukao u Švicarska te se uselio nedaleko od Ursule. Njegovi komadi su se i dalje izvodili u Parizu, međutim on je bio preslab kako bi sudjelovao u njihovoj relizaciji. Do 1986. je pisao svoje memoare, koji su objavljeni kao autobiografija naslova La vicomtesse d'Eristal n'a pas reçu son balai mécanique. Tijekom 1987. godine se ponovo posvetio radu na scenariju naslovljenom Thomas More ou l'Homme libre, a koji će, kao fluidna forma između drame i filmskog scenarija, biti objavljen nakon njegove smrti.
Početkom listopada primljen je u bolnicu u Lausannei radi transfuzije, nakon čega se vratio kod sina, Nicolasa, s kojim se ranije bio posvađao. Umro je 3. listopada 1987. godine u dobi od 77 godina.

## Književni opus
Počevši od 1942. godine, kada su mu izdana prva sabrana djela (zbirke Pièces roses i Pièces noires), Jean Anouilh je okupio većinu svojih djela u tematske nizove, kojih je na koncu bilo osam. Osim već navedenih, ostale skupine bile su Pièces brillantes, Pièces grinçantes, Pièces costumées, Pièces baroques, Pièces secrètes i Pièces farceuses. Iako je nešto kasnije u karijeri objavio i neke prozne uratke, Anouilhov književni opus bio je predominantno dramski, odnosno nešto kasnije i scenaristički. Iako su mnogi njegovi suvremenici, pri čemu se posebno ističe njegov najvažniji suvremeni utjecaj, Jean Giraudoux, osim drama pisali i pjesmu i prozu, Anouilh je ostao vjeran svojem početnom književnom žanru, zadržavši naglašenu produktivnost, ali i snažan ugled. Do kraja svoje karijere, Anouilh je nadaleko premašio gotovo sve svoje suvremenike i postao jedan od najvažnijih i najutjecajnijih francuskih dramskih pisaca 20. stoljeća.
Njegov je opus evoluirao s vremenom, od ranih drama koje su bile naturalističke studije korumpiranog svijeta, drame u kojima su se kao nespojive dihotomije bez srednjeg puta sukobljavali pragmatizam i transcedentalni idealizam. David I. Grossvogel je u njegovim ranim dramama vidio potragu za izgubljnim rajem djetinjstva, odnosno potragu za opravdanjem svoje nesretne mladosti, što je i sam Anouilh potvrdio kazavši kako zapravo nikada ne bismo trebali postati odraslima. Anouilh je već u tim dramama prezentirao kompleksni tonalitet i umješnu dramsku tehniku koji će pratiti njegov cjelokupni opus, međutim kritika je složna kako je autor sazrio tek u trenutku kada je njegov mračni pogled na ljudsku sudbinu [dosegao] vrhunac svoje ekspresivnosti. Mračni će tonovi doista prevladavati u njegovom dramskom opusu u kojem će često uz naglašeni pesimizam tematizirati apsurdnost ljudske egzistencije te dvoličnost građanskog morala, postavljajući svoje heroje kao nepokolebljive idealiste u borbi protiv ispraznosti svijeta u kojemu žive. Anouilh, doduše, nikada nije prihvatio tako mračno viđenje svojih drama smatrajući da i njegove, kao i sve velike francuske drame, uspijevaju pronaći načina da se nasmiju nesreći, smatrajući to glavnom ostavštinom Molièreovog opusa. Govoreći o francuskim kazalištu i sebi kao autoru, Anouilh je jednom prilikom izjavio kako misli da su njegove drame često pogrešno interpretirane:

Moje drame izvode se u privatnim kazalištima, tako da ja pišem za buržoaziju. Čovjek se mora osloniti na ljude koji plaćaju svoja mjesta; ljudi koji podržavaju kazalište su buržoazija. Ali ova se publika promijenila: imaju takav strah da ne budu u toku, da ne propuste nešto da su prestali biti odlučujuća sila. Mislim da je publika izgubila glavu. Sada govore da drama ne može biti dobra ako ju razumiju. Moje drame nisu dovoljno hermetične. To je zapravo vrlo molijerovski, zar ne?

Iako apolitičan, Anouilh se nije libio koristiti svoje drame za analizu kontroverznih političkih momenata (Antigone, Pauvre Bitos), što mu je istovremeno donijelo i podijeljene reakcije kritike i veliku slavu, a u određenim je dramama išao toliko daleko da ih je iskoristio i za osobni politički obračun s ranijim tužiteljima (Bitos) ili pak s de Gaulleom (L'Hurluberlu, Le Songe du critique), s čijom se politikom nikada nije slagao. Uz to, bio je izrazito vezan uz Francusku, njezinu povijest i kulturu, zbog čega se njegove drame u širem kontekstu mogu interpretirati i kao metaforična uprizorenja života Francuske.
Anouilh je jedan od rijetkih klasičnih dramskih pisaca koji je uspješno preživio sudar s avangardnom dramom [20. stoljeća. Iako su njegove polurealistične drame u jednom trenutku smatrane staromodnima u usporedbi s avangardnim teatrom apsurda, Anouilh se vrlo vješto nosio sa suvremenicima poput Eugènea Ionesca i Samuela Becketta s kojima je dijelio sličnu očajničku viziju ljudske egzistencije, ali dramaturgije kojih je bio čista suprotnost. Ipak, unatoč činjenici da su se afiniteti publike tijekom njegove pedesetogodišnje karijere mijenjali, Anouilhovo umijeće i kvaliteta su vješto nalazili simpatije i među publikom i među kritikom, što mu je potpuno opravdano donijelo ugled jednog od najvažnijih francuskih dramatičara i jednog od najvažnijih dramskih pisaca 20. stoljeća.

### Kazalište
Napomena: Godine nakon pojedinih drama odnose se na datum njihova nastanka. Premijerne izvedbe i prva izdanja često su bila kasnije.

#### Pièces rosesili ružičasti komadi (1942.)
Ružičasti komadi predstavljaju prvi tematski niz Anouilhovih djela, a premijerno su objavljeni 1942. godine te sadrže njegova najranija djela, pisana u razdoblju kada je Anouilh radio i na svojim crnim komadima. Djela iz ovog razdoblja su komedije s ukusom, u kojima Anouilh istražuje svijet vlastite mašte.
Kao što će biti i u brojnim drugim tematskim nizovima, likovi iz ružičastih komada mogu se podijeliti na dvije skupine. Prva su tzv. marionete (les marionnettes), uglavnom stare budale, dok su druga tzv. ljubavnici (les amoureux), iskreni, mladi ljudi koji vjeruju u svoje emocije.
Drame iz ovog ciklusa su:
- Humulus le muet (1929.)[86]
- Le Bal des voleurs (1933.)
- Le Rendez-vous de Senlis (1936.)
- Léocadia (1938.)

#### Pièces noiresili crni komadi (1942./1946.)
Crni komadi nastajali su u istom razdoblju kao i ružičasti, a uz kasnije škripeće i kostimirane, sadrže Anouilhova najvažnija djela. Premijerno su objavljeni 1942. godine, kao i ružičasti, a sadrže drame u užem smislu i moderne tragedije.
U Anouilhovom crnom univerzumu postoje također dvije skupine ljudi - svakodnevni ljudi (les gens pour tous les jours) i heroji (les héros). Svakodnevni ljudi su brojniji, a Anouilh unutar istih razlikuje dvije podskupine. Prvu sačinjavaju plitke lutke od likova, sebične, sitničave, vulgarne, egoistične i okrutne osobe, zadovoljne vlastitim životima; to su najčešće očevi i majke heroja. Unutar druge podskupine su dostojanstveni i inteligentni ljudi, plemenitiji od onih iz potonje, ali koji su nesposobni za velike aspiracije, stvoreni za miran život bez velikih komplikacija. S druge strane, heroji su mahom mladi ljudi, idealisti koji se suprotstavljaju objema podskupinama, odbacujući opću sreću u kojoj ove uživaju. Međutim, ni heroji nisu jedinstvena kategorija i razlikuju dvije podskupine: oni koji imaju bogatu prošlost od koje žele pobjeći i oni koji povijest vežu s neiskvarenim svijetom djetinjstva kojeg žele očuvati. Oni su prokletnici koji obitavaju u vlastitoj prošlosti. Svjesni svojeg položaja prošlosti od koje ne mogu pobjeći, heroji jedini spas vide u bijegu ili smrti, posebice potonjoj.
Iako je uvijek bio sklon klasičnom kazalištu, Anouilh je već u crnim komadima počeo vršiti određene eksperimente. Tako je u dramama Eurydice, Antigone i Médée iskoristio klasične mitove i grčke tragedije, ali ih je smjestio u moderno doba, gdje prošlost više ne igra dominantnu ulogu. Njegove reinterpretacije klasika lišene su uzvišenog stila grčkih tragedija, često vulgarne i prizemne, ali s nevjerojatnom umjetničkom dubinom, a sadrže i brojne anakronizme (kava, cigarete, film, automobili, ...) te likove koji nose modernu odjeću.
Također, Anouilh je u Antigoni donekle primijenio tehniku kazališta u kazalištru, koju posuđuje od Pirandella, a koju će u ograničenoj mjeri primjenjivati i kasnije. Anouilhova nesklonost avangardnom kazalištu glavni je razlog zašto je u svojim dramama tek u ograničenoj mjeri primjenjivao takve tehnike.
Djela iz ovog ciklusa su:
- L'Hermine (1931.)
- La Sauvage (1934.)
- Le Voyageur sans bagage (1936.)
- Eurydice (1941.)

Anouilh je tijekom 1946. godine okupio novi ciklus drama iz svog crnog univerzuma, Nouvelles pièces noires (novi crni komadi), koji je sadržavao sljedeće drame:
- Jézabel (1932.)
- Antigone (1942.)
- Roméo et Jeannette (1945.)
- Médée (1946.)

#### Pièces brillantesili blistavi komadi (1951.)
Anoulhov treći ciklus blistavi komadi objavljen je 1951. godine. U drami Colombe, autor je nanovo koristio tehniku kazališta u kazalištu, koja će postati njegov najomiljeniji avangardni postupak. Ciklus sadrži sljedeća djela:
- L'Invitation au château (1946.)
- La Répétition ou l'Amour puni (1950.)
- Colombe (1950)
- Cécile ou l'École des pères (1951.)

#### Pièces grinçantesili škripeći komadi (1956./1970.)
Nakon Drugog svjetskog rata, Jean Anouilh se u velikoj mjeri usredotočio na farsu kao način izričaja i u većoj će ju mjeri koristiti sve do kraja svoje karijere. Prvi ciklus farsičnih komada okupljen je pod naslovom škripeći komadi, a objavljen je 1956. godine. Satirične komedije iz ovog razdoblja smještene su u svijetu svakodnevnih ljudi (vidi gore), čije postupke autor izvrgava podsmijehu. Niz je sadržavao sljedeća djela:
- Ardèle ou la Marguerite (1948.)
- La Valse des toréadors (1951.)
- Ornifle ou le Courant d'air (1955.)
- Pauvre Bitos ou le Dîner de têtes (1956.)

Škripećim komadima Anouilh se vratio i kasnije, tako da je 1970. godine izdana nova zbirka Nouvelles pièces grinçantes (novi škripeći komadi) koja je sadržavala sljedeća djela:
- L'Hurluberlu ou le Réactionnaire amoureux (1958.)
- La Grotte (1959.)
- L'Orchestre (1959.)
- Le Boulanger, la Boulangère et le Petit Mitron (1965.)
- Les Poissons rouges ou Mon père ce héros (1968.)

#### Pièces costuméesili kostimirani komadi (1960.)
Kostimirani komadi zauzimaju posebno mjesto u Anouilhovom opusu unatoč njihovoj malobrojnosti. Prvi put sabrani 1960. godine, ovi poslijeratni komadi označili su Anouilhov povratak herojima predstavljenim u njegovom crnom univerzumu, ali ne i pesimističnom ugođaju tog istog svijeta. Izuev tri u nizu sabrane drame, često mu se neslužbeno dodaje i Anouilhov posljednji uradak Thomas More ou l'Homme libre, spoj drame i scenarija objavljen posthumno (1987.), a koji tematski i idejno jasno odgovara estetici ovoga niza. Glavni junaci Ivana Orleanska, Thomas Becket i Thomas More, odlučuju u svojim pričama žrtvovati sebe, ali ne zbog egzistencijalnih razloga, već zbog dužnosti prema domovini (Ivana Orleanska) ili prema Bogu (Becket i More).
U ovom nizu sabrana su sljedeća djela:
- L'Alouette (1952.)
- La Foire d'empoigne (1958.)
- Becket ou l'Honneur de Dieu (1959.)

#### Pièces baroquesili barokni komadi (1974.)
Barokni komadi premijerno su objavljeni 1974. godine, a sadržavali su sljedeća djela:
- Ne réveillez pas Madame (1964.)
- Cher Antoine ou l'Amour raté (1967.)
- Le Directeur de l'Opéra (1971.)

#### Pièces secrètesili tajni komadi (1977.)
Tajni komadi premijerno su sabrani 1977., a sadržavali su sljedeće komade:
- Tu étais si gentil quand tu étais petit (1969.)
- L'Arrestation (1972.)
- Le Scénario (1974.)

#### Pièces farceusesili farsični komadi (1984.)
Farsični komadi predstavljaju posljednji niz Anouilhovih drama, a objavljeni su 1984., tri godine prije Anouilhove smrti. U njima su sabrana i neka davno napisana djela, a radilo se o zaključenju farsičnog ciklusa drama koji je započeo 1956. godine s nizom Pièces grinçantes. Drame iz ovoga niza su:
- Épisode de la vie d'un auteur (1948.)
- Chers zoiseaux (1974.)
- La Culotte (1976.)
- Le Nombril (1980.)

#### Ostale drame
Iako je većina njegovog opusa bila sabrana u nizove, Anouilh je napisao i devet drama koje nikada nisu pripojene nijednom nizu, barem ne službeno. Tih devet drama su:
- Mandarine (1931.), napisana u razdoblju od 1930. do 1931. godine, Mandarine je bila Anouilhov prvi neuspjeh te nikada nije objavljena u tiskanom obliku
- Y'avait un prisonnier (1934.)
- La Petite Molière (1958.)
- Le Songe du critique (1960.), radi se o impromptuu koji je premijerno izveden tijekom inačice Tartuffea koju je režirao sam Anouilh
- La Belle Vie (1965.)
- Monsieur Barnett (1965)
- Vive Henri IV ! ou la Galigaï (1976.)
- Œdipe ou le Roi boiteux (1978.)
- Thomas More ou l'Homme libre (1987.), posthumno objavljeni spoj drame i scenarija, koji se nerijetko svrstava među "kostimirane komade"

### Ostala djela
Iako je bio predominantno dramski pisac, Anouilhov opus sadrži i nekoliko proznih uradaka (basne, priče i autobiografiju), velik broj scenarija i adaptacija te nekoliko libreta za opere. Uz sve to, 1939. godine je, zajedno sa Jean-Louisom Barraultom i Renéom Barjavelom, osnovao časopis La Nouvelle Saison.

#### Proza
- 1962. – Fables, zbirka basni inspiriranih La Fontaineom; dio istih izveden je u obliku lutkarskih predstava i sabran u zbirci Chansons Bêtes
- 1987. – La vicomtesse d'Eristal n'a pas reçu son balai mécanique, autobiografija
- 2000. – En marge du théâtre, posthumno objavljena zbirka članaka i uvodnih tekstova za drame

#### Libreta
- 1953. – Henri Dutilleux, La Loup (balet); tekst napisan zajedno sa Georgeom Neveuxom
- 1961. – Jean-Michel Damase, Colombe (lirska komedija)
- 1970. – Jean-Michel Damase, Madame de… (glazbena komedija)
- 1971. – Jean-Michel Damase, Eurydice (lirska drama)

Grčki skladatelj Mikis Theodorakis je 1999. godine napisao libreto za operu Antigona, prema Anouilhovoj istoimenoj drami. Opera je premijerno izvedena 7. listopada 1999. godine u Ateni.

## Nagrade i odlikovanja
Jean Anouilh je za života dobio nekoliko velikih i prestižnih nagrada, među kojima je i ugledni Tony te prva Velika nagrada za kazalište Francuske akademije. Sve nagrade koje je dobio su:
- 1959. – Prix Dominique za najbolju kazališnu režiju
- 1961. – Nagrada Tony za najbolju predstavu za brodvejsku izvedbu drame Becket ou l'Honneur de Dieu
- 1970. – Nagrada dramskih kritičara za najbolji francuski komad za dramu Les Poissons rouges
- 1970. – Prix mondial Cino Del Duca za dotadašnji književni opus
- 1971. – Prix du Brigadier za tri istovremeno producirane drame, Les Poissons rouges (Théâtre de l'Œuvre), Ne réveillez pas Madame (Comédie des Champs-Élysées) i Tu étais si gentil quand tu étais petit (Théâtre Antoine)[87]
- 1980. – Velika nagrada za kazalište Francuske akademije za dotadašnji književni opus (inauguracijski dobitnik)
- 1981. – Prix SACD za dotadašnji opus